# Cyrtognatha nigrovittata
Cyrtognatha nigrovittata là một loài nhện trong họ Tetragnathidae.
Loài này thuộc chi Cyrtognatha. Cyrtognatha nigrovittata được Eugen von Keyserling miêu tả năm 1881.